# Sticherus lobatus
Sticherus lobatus är en ormbunkeart som beskrevs av Elsie Maud Wakefield. Sticherus lobatus ingår i släktet Sticherus och familjen Gleicheniaceae. Inga underarter finns listade.